# サンダリングブルー
サンダリングブルー（英:Thundering Blue、2013年4月26日 - 2020年9月23日）は、イギリスの競走馬である。主な勝ち鞍は2018年ヨークステークス（G2）、ストックホルムカップ国際（G3）。

## 戦績
2016年4月にニューマーケット競馬場でデビューし5着。そこから1年以上もの間2着や3着など好走はするものの勝ち上がれなかったが7月のエプソム競馬場でのハンデ戦で初勝利を挙げる。するとそこから本格化し3連勝を達成。34頭という多頭数で争われたケンブリッジシャーハンデキャップで7着に敗れた後は休養に入った。
2018年の始動戦は5着。その後3戦使って1、11、2着と好走と凡走を繰り返す。尚、この2着に入ったレースからフランシス・ベリーを鞍上に迎えている。そして陣営は次走にG2のヨークステークスへの出走を決める。フランシス・ベリー騎手を背にオッズ6倍の評価を受けたサンダリングブルーは前をいくブロロッコとイラーカムをゴール直前で差し切り、重賞初挑戦ながら見事に重賞初制覇を果たした。
この勝利で手ごたえを掴んだ陣営は同じヨーク競馬場で行われるインターナショナルステークスに向かう。しかしここにはプリンスオブウェールズステークスとキングジョージを制したポエッツワードを始め、ドバイターフ覇者ベンバトル、ドバイワールドカップ馬サンダースノー、3歳勢でもエクリプスステークスを制し勢いに乗るロアリングライオン、英2000ギニーを制しエクリプスステークスではロアリングライオンの2着に敗れたディープインパクト産駒の日本産馬サクソンウォリアー、愛ダービー馬ラトローブ、サセックスステークス勝ち馬ウィズアウトパロールなどが参戦。出走頭数僅か8頭という少頭数ながらサンダリングブルー以外全馬がG1馬という近年最高レベルのメンバーが揃い踏みした。前走重賞こそ勝っているもののこのメンバーでは格下と見られ、オッズもおよそ50倍のブービー人気と前評価も乏しかった。しかしレースでは道中最後方で脚を溜めるとそこから末脚を発揮、勝ったロアリングライオンにこそ離されたものの2着のポエッツワードには1馬身差まで迫り、戦前の低評価を一転させる激走を見せた。
このレース直後に、陣営は日本のジャパンカップ参戦に前向きなコメントを発表し、秋の大目標をジャパンカップに定めた。この後は海外遠征を遂行、スウェーデンで行われたG3ストックホルムカップ国際に参戦。海外競馬初参戦となったもののここでは格上だったため、力の違いを見せ1番人気に応え快勝。異国の地でも重賞制覇を達成した。更にサンダリングブルーはカナダにも遠征。カナディアンインターナショナルステークスに出走し、ここでも有力馬の一頭に目され、レースでも一旦は抜け出したものの大外から伸びてきた同じくイギリスから遠征してきたデザートエンカウンターに差し切られ2着に惜敗した。
そして迎えた第38回ジャパンカップに参戦した際には、そのルックスの良さや後述するサンダリングブルーの馬主などの影響で日本の競馬ファンからも注目を集める存在となり、本番でも単勝オッズ7番人気に支持される。しかし東京競馬場に集まった大観衆が出す歓声に驚いたり、勝ちタイムが2分20秒6というイギリスでは考えられないほどの高速馬場に対処できず10着に惨敗した。
2020年9月23日、レース中の故障により予後不良となった。

## エピソード
2018年9月頃に、ツイッター上にスタンドからサンダリングブルーを応援している馬主のクライヴ・ウォッシュボーンの姿を映した動画が公開されたが、そのあまりのテンションの高さが話題を呼び、一躍世界中の競馬ファンの脚光を浴びた。その様子は日本にも伝わり、前述したサンダリングブルーの人気上昇の一因にもなった。

## 競走成績
以下の内容、JRA-VANの情報に基づく。
| 出走日     | 競馬場             | 競走名                                 | 格 | 馬場 | 距離 [m] | 着順 | 騎手           |
| ---------- | ------------------ | -------------------------------------- | -- | ---- | -------- | ---- | -------------- |
| 2016.04.13 | ニューマーケット   | 条件戦                                 |    | 芝   | 1600     | 5着  | J.クローリー   |
| 0000.08.09 | リングフィールド   | 未勝利戦                               |    | 芝   | 1400     | 2着  | L.モリス       |
| 0000.09.08 | チェルムスフォード | 未勝利戦                               |    | AW   | 1600     | 2着  | L.モリス       |
| 0000.10.06 | チェルムスフォード | 未勝利戦                               |    | AW   | 2000     | 6着  | J.クローリー   |
| 0000.10.19 | ケンプトン         | ハンデ戦                               |    | AW   | 1400     | 11着 | M.ドワイヤー   |
| 2017.03.31 | リングフィールド   | ハンデ戦                               |    | AW   | 1600     | 3着  | J.フォーチュン |
| 0000.04.22 | ノッティンガム     | ハンデ戦                               |    | 芝   | 1670     | 13着 | D.ノーラン     |
| 0000.05.05 | リングフィールド   | ハンデ戦                               |    | AW   | 1600     | 3着  | J.フォーチュン |
| 0000.07.06 | エプソム           | ハンデ戦                               |    | 芝   | 2020     | 3着  | P.ドッブス     |
| 0000.07.20 | エプソム           | ハンデ戦                               |    | 芝   | 2020     | 1着  | K.シューマーク |
| 0000.08.12 | ニューマーケット   | ハンデ戦                               |    | 芝   | 2000     | 1着  | K.シューマーク |
| 0000.09.02 | サンダウン         | ハンデ戦                               |    | 芝   | 1990     | 1着  | J.クローリー   |
| 0000.09.30 | ニューマーケット   | ハンデ戦                               |    | 芝   | 1800     | 1着  | J.クローリー   |
| 2018.04.25 | エプソム           | ハンデ戦                               |    | 芝   | 2020     | 5着  | J.クローリー   |
| 0000.05.18 | ヨーク             | ハンデ戦                               |    | 芝   | 2050     | 1着  | A.アッゼニ     |
| 0000.06.22 | アスコット         | ハンデ戦                               |    | 芝   | 2390     | 11着 | L.デットーリ   |
| 0000.07.14 | ヨーク             | ハンデ戦                               |    | 芝   | 2050     | 2着  | F.ベリー       |
| 0000.07.28 | ヨーク             | ヨークステークス                       | G2 | 芝   | 2050     | 1着  | F.ベリー       |
| 0000.08.22 | ヨーク             | 英インターナショナルステークス         | G1 | 芝   | 2050     | 3着  | F.ベリー       |
| 0000.09.23 | ブローパーク       | ストックホルムカップインターナショナル | G3 | 芝   | 2400     | 1着  | F.ベリー       |
| 0000.10.13 | ウッドバイン       | カナディアンインターナショナル         | G1 | 芝   | 2400     | 2着  | F.ベリー       |
| 0000.11.25 | 東京               | ジャパンカップ                         | GI | 芝   | 2400     | 10着 | F.ベリー       |
| 2019.04.26 | サンダウン         | ゴードンリチャーズステークス           | G3 | 芝   | 1990     | 7着  | A.アッゼニ     |
| 0000.05.25 | グッドウッド       | 英フェスティバルステークス             | L  | 芝   | 1980     | 3着  | S.レヴィー     |
| 0000.06.30 | サンクルー         | サンクルー大賞                         | G1 | 芝   | 2400     | 7着  | S.レヴィー     |
| 0000.08.21 | ヨーク             | 英インターナショナルステークス         | G1 | 芝   | 2050     | 9着  | J.ワトソン     |
| 0000.09.07 | ケンプトン         | セプテンバーステークス                 | G3 | AW   | 2400     | 10着 | S.レヴィー     |
| 2020.08.09 | ドーヴィル         | ルー賞                                 | G3 | 芝   | 2500     | 8着  | R.ムーア       |
| 0000.09.23 | グッドウッド       | ファウンデイションステークス           | L  | 芝   | 1980     | 中止 | J.スペンサー   |

## 血統表
| サンダリングブルーの血統      | サンダリングブルーの血統       | サンダリングブルーの血統 | （血統表の出典）         | （血統表の出典） |
| 父 Exchange Rate 1997 芦毛    | 父の父Danzig 1977 鹿毛         | Northern Dancer          | Nearctic                 | Nearctic         |
| 父 Exchange Rate 1997 芦毛    | 父の父Danzig 1977 鹿毛         | Northern Dancer          | Natalma                  |                  |
| 父 Exchange Rate 1997 芦毛    | 父の父Danzig 1977 鹿毛         | Pas de Nom               | Admiral's Voyage         | Admiral's Voyage |
| 父 Exchange Rate 1997 芦毛    | 父の父Danzig 1977 鹿毛         | Pas de Nom               | Petitioner               |                  |
| 父 Exchange Rate 1997 芦毛    | 父の母Sterling Pound 1991 芦毛 | Seeking the Gold         | Mr. Prospector           | Mr. Prospector   |
| 父 Exchange Rate 1997 芦毛    | 父の母Sterling Pound 1991 芦毛 | Seeking the Gold         | Con Game                 |                  |
| 父 Exchange Rate 1997 芦毛    | 父の母Sterling Pound 1991 芦毛 | Spectacular Bev          | Spectacular Bid          | Spectacular Bid  |
| 父 Exchange Rate 1997 芦毛    | 父の母Sterling Pound 1991 芦毛 | Spectacular Bev          | Bev Bev                  |                  |
| 母 Relampago Azul 2007 黒鹿毛 | 母の父Forestry 1996 鹿毛       | Storm Cat                | Storm Bird               | Storm Bird       |
| 母 Relampago Azul 2007 黒鹿毛 | 母の父Forestry 1996 鹿毛       | Storm Cat                | Terlingua                |                  |
| 母 Relampago Azul 2007 黒鹿毛 | 母の父Forestry 1996 鹿毛       | Shared Interest          | Pleasant Colony          | Pleasant Colony  |
| 母 Relampago Azul 2007 黒鹿毛 | 母の父Forestry 1996 鹿毛       | Shared Interest          | Surgery                  |                  |
| 母 Relampago Azul 2007 黒鹿毛 | 母の母Bodhavista 1990 芦毛     | Pass the Tab             | Al Hattab                | Al Hattab        |
| 母 Relampago Azul 2007 黒鹿毛 | 母の母Bodhavista 1990 芦毛     | Pass the Tab             | Dantina                  |                  |
| 母 Relampago Azul 2007 黒鹿毛 | 母の母Bodhavista 1990 芦毛     | Fia                      | One for All              | One for All      |
| 母 Relampago Azul 2007 黒鹿毛 | 母の母Bodhavista 1990 芦毛     | Fia                      | Sticks n'Stones          |                  |
| 母系(F-No.)                   | (FN:F5-i)                      | (FN:F5-i)                | (FN:F5-i)                | [ § 2 ]          |
| 5代内の近親交配               | Northern Dancer S3×M5×M5       | Northern Dancer S3×M5×M5 | Northern Dancer S3×M5×M5 | [ § 3 ]          |
| 出典                          | 1. 2. 3.                       | 1. 2. 3.                 | 1. 2. 3.                 | 1. 2. 3.         |